# Peaio
Peaio (Peej in ladino) è una frazione del comune di Vodo di Cadore, in provincia di Belluno.
Il paese (890 m d'altitudine) è posto lungo la SS51, nella val Boite, poco dopo la confluenza tra il torrente Boite ed il Rio Rudan, a metà strada tra i laghi artificiali di Vodo e Valle di Cadore.
Dal paese parte la strada che conduce alla frazione di Vinigo. Un tempo sede della stazione ferroviaria di Peaio-Vinigo della dismessa linea Calalzo-Dobbiaco, oggi sostituita dalla Pista Ciclabile delle Dolomiti.